# Judenhof (Altenkunstadt)
Der Judenhof in Altenkunstadt, einer Gemeinde am Obermain im oberfränkischen Landkreis Lichtenfels in Bayern, war jahrhundertelang das Zentrum jüdischen Lebens in Altenkunstadt. Im Ort waren seit dem 13. Jahrhundert jüdische Familien ansässig.
Das Gelände des Judenhofes war ursprünglich ein königliches bzw. später bischöfliches Gut. Spätestens seit 1447 hatten die Herren von Schaumberg dieses als Lehen. Die Ansiedlung von Juden auf dem Hof ist erstmals 1596 überliefert, sie geht aber wahrscheinlich auf das Mittelalter zurück. Juden wohnten auch in anderen Teilen des Ortes, der im 19. Jahrhundert eine Bevölkerung hatte, die zur Hälfte jüdisch war. Im Judenhof befanden sich die wichtigen Gebäude der jüdischen Gemeinde: Synagoge, Schulhaus mit Lehrerwohnung und Mikwe, Armenhaus und das Schächterhaus.
Nach Abwanderung vieler jüdischer Familien im Laufe des 19. und Anfang des 20. Jahrhunderts zogen in viele jüdische Häuser christliche Familien ein.

## Baudenkmäler
Siehe auch: Liste der Baudenkmäler in Altenkunstadt
- Judenhof 3: Ehemalige Synagoge

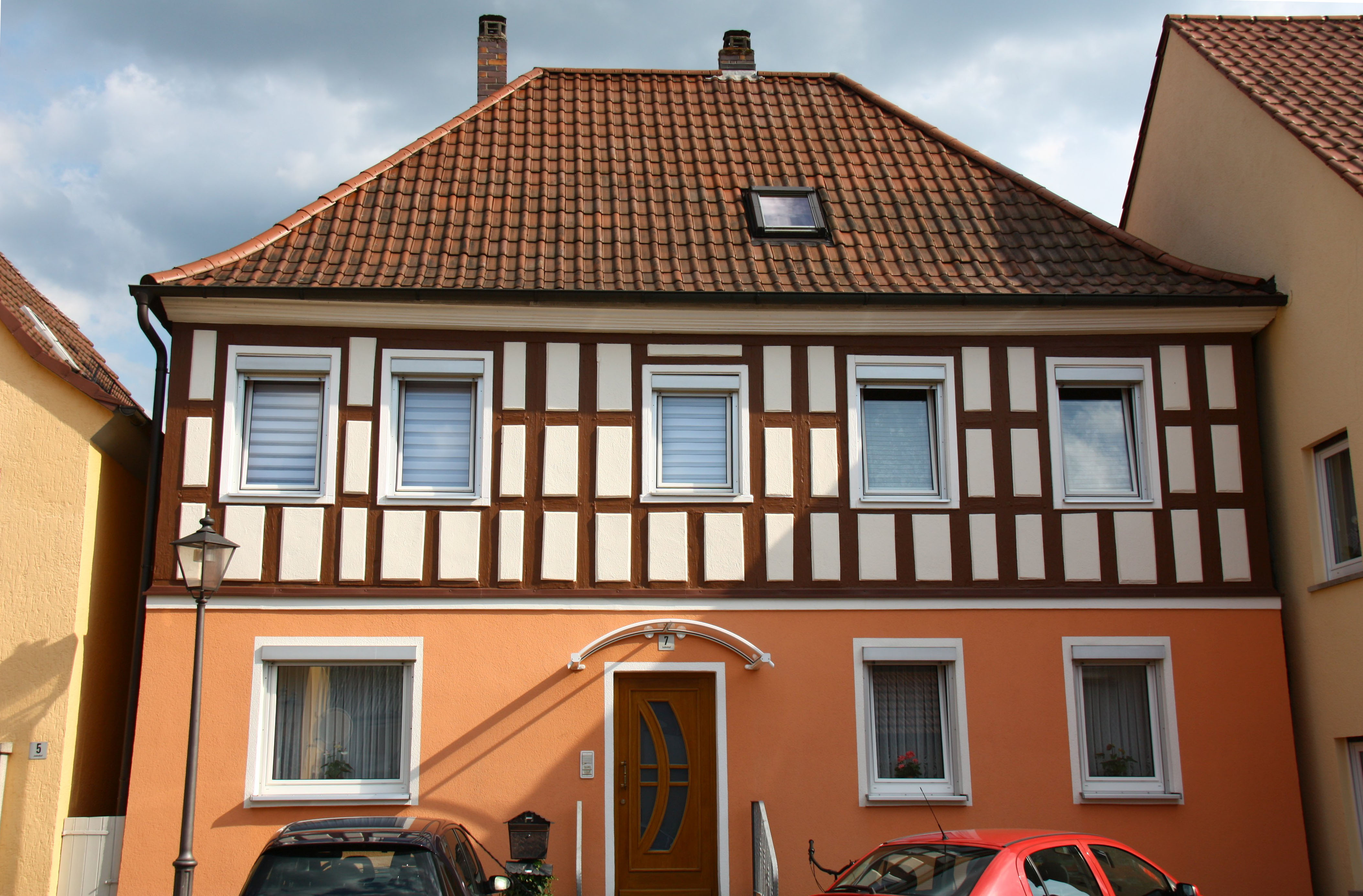
Haus Judenhof 7

- Judenhof 7: Wohnhaus aus dem frühen 19. Jahrhundert
- Judenhof 8: Wohnhaus aus dem 17./18. Jahrhundert
- Judenhof 14: Wohnhaus aus dem 18. Jahrhundert
- Judenhof 19: Wohnhaus aus dem 18. Jahrhundert